# Nicklas Utgren
Niklas Utgren, né le 12 janvier 1969 à Vänersborg, est un ancien joueur de tennis professionnel suédois.

## Carrière
Il est classé 8e mondial chez les juniors en 1987.
Il a remporté un titre ATP en double à Båstad ainsi que six tournois Challenger : Vienne et Hanko en 1989, Pescara et Açores en 1992, Tampere et Genève en 1993. Il a été demi-finaliste du Masters de Rome en 1990.
En simple, il a été finaliste aux Challenger de Vienne et de Salou en 1989 et de Launceston en 1993. En 1994, il est huitième de finaliste à Barcelone, soit son meilleur résultat en tournoi ATP.

## Palmarès

### Titre en double messieurs
| No | Date       | Nom et lieu du tournoi | Catégorie | Dotation  | Surface      | Partenaire     | Finalistes                | Score    |  |
| -- | ---------- | ---------------------- | --------- | --------- | ------------ | -------------- | ------------------------- | -------- |  |
| 1  | 31-07-1989 | Swedish Open Båstad    |           | 275 000 $ | Terre (ext.) | Per Henricsson | Josef Čihák Karel Nováček | 7-5, 6-2 |  |

### Finales en double messieurs
| No | Date       | Nom et lieu du tournoi | Catégorie           | Dotation  | Surface      | Vainqueurs                  | Partenaire     | Score         |  |
| -- | ---------- | ---------------------- | ------------------- | --------- | ------------ | --------------------------- | -------------- | ------------- |  |
| 1  | 16-07-1990 | MercedesCup Stuttgart  | Championship Series | 825 000 $ | Terre (ext.) | Pieter Aldrich Danie Visser | Per Henricsson | 6-3, 6-4      |  |
| 2  | 15-04-1991 | Philips Open Nice      | World Series        | 225 000 $ | Terre (ext.) | Rikard Bergh Jan Gunnarsson | Vojtěch Flégl  | 6-4, 4-6, 6-3 |  |

## Parcours enGrand Chelem

### En simple
N'a jamais participé à un tableau final.

### En double
| Année | Open d'Australie              | Open d'Australie   | Internationaux de France      | Internationaux de France   | Wimbledon | Wimbledon | US Open | US Open |
| ----- | ----------------------------- | ------------------ | ----------------------------- | -------------------------- | --------- | --------- | ------- | ------- |
| 1990  | 1/8 de finale P. Henricsson   | N. Broad G. Muller | 1er tour (1/32) P. Henricsson | G. Ivanišević P. Korda     | —         | —         | —       | —       |
| 1991  | 1er tour (1/32) P. Henricsson | S. Davis D. Pate   | 1er tour (1/32) P. Henricsson | T. Woodbridge M. Woodforde | —         | —         | —       | —       |
| 1994  | —                             | —                  | 1er tour (1/32) M. Tillström  | T. Nijssen C. Suk          | —         | —         | —       | —       |

N.B. : le nom du ou de la partenaire se trouve sous le résultat ; le nom des ultimes adversaires se trouve à droite.